# Волковица
Волковица — река в России, протекает по Мурашинскому району и по границе с Юрьянским районом Кировской области. Устье реки находится в 119 км от устья реки Великой по левому берегу. Длина реки составляет 28 км, площадь водосборного бассейна — 244 км².
Исток реки в лесу на границе с Прилузским районом Республики Коми. Река течёт по ненаселённому лесному массиву на юго-запад, русло извилистое. Впадает в Великую ниже посёлка Пахарь.

## Притоки
(указано расстояние от устья)
- река Большуха (лв)
- 9,1 км: река Большуха (пр)
- река Гниловка (лв)
- 17 км: река Парома (пр)
- река Аратус (пр)
- река Котай (пр)

## Данные водного реестра
По данным государственного водного реестра России относится к Камскому бассейновому округу, водохозяйственный участок реки — Вятка от города Киров до города Котельнич, речной подбассейн реки — Вятка. Речной бассейн реки — Кама.
Код объекта в государственном водном реестре — 10010300312111100034235.